# Rege (șah)
Regele este cea mai importantă piesă a jocului de șah. Scopul final al acestui joc este amenințarea regelui advers într-un mod în care acesta n-ar mai putea evita să fie capturat la mutarea următoare, adică să nu mai aibă posibilitatea mutării sale pe un câmp liber unde să nu fie atacat, sau a evitării atacului prin interpunerea unei piese proprii pe direcția de atac.
|   | a | b | c | d | e | f | g | h |   |
| 8 | c5 black cross · d5 black cross · e5 black cross · c4 black cross · d4 white king · e4 black cross · c3 black cross · d3 black cross · e3 black cross | c5 black cross · d5 black cross · e5 black cross · c4 black cross · d4 white king · e4 black cross · c3 black cross · d3 black cross · e3 black cross | c5 black cross · d5 black cross · e5 black cross · c4 black cross · d4 white king · e4 black cross · c3 black cross · d3 black cross · e3 black cross | c5 black cross · d5 black cross · e5 black cross · c4 black cross · d4 white king · e4 black cross · c3 black cross · d3 black cross · e3 black cross | c5 black cross · d5 black cross · e5 black cross · c4 black cross · d4 white king · e4 black cross · c3 black cross · d3 black cross · e3 black cross | c5 black cross · d5 black cross · e5 black cross · c4 black cross · d4 white king · e4 black cross · c3 black cross · d3 black cross · e3 black cross | c5 black cross · d5 black cross · e5 black cross · c4 black cross · d4 white king · e4 black cross · c3 black cross · d3 black cross · e3 black cross | c5 black cross · d5 black cross · e5 black cross · c4 black cross · d4 white king · e4 black cross · c3 black cross · d3 black cross · e3 black cross | 8 |
| 7 | c5 black cross · d5 black cross · e5 black cross · c4 black cross · d4 white king · e4 black cross · c3 black cross · d3 black cross · e3 black cross | c5 black cross · d5 black cross · e5 black cross · c4 black cross · d4 white king · e4 black cross · c3 black cross · d3 black cross · e3 black cross | c5 black cross · d5 black cross · e5 black cross · c4 black cross · d4 white king · e4 black cross · c3 black cross · d3 black cross · e3 black cross | c5 black cross · d5 black cross · e5 black cross · c4 black cross · d4 white king · e4 black cross · c3 black cross · d3 black cross · e3 black cross | c5 black cross · d5 black cross · e5 black cross · c4 black cross · d4 white king · e4 black cross · c3 black cross · d3 black cross · e3 black cross | c5 black cross · d5 black cross · e5 black cross · c4 black cross · d4 white king · e4 black cross · c3 black cross · d3 black cross · e3 black cross | c5 black cross · d5 black cross · e5 black cross · c4 black cross · d4 white king · e4 black cross · c3 black cross · d3 black cross · e3 black cross | c5 black cross · d5 black cross · e5 black cross · c4 black cross · d4 white king · e4 black cross · c3 black cross · d3 black cross · e3 black cross | 7 |
| 6 | c5 black cross · d5 black cross · e5 black cross · c4 black cross · d4 white king · e4 black cross · c3 black cross · d3 black cross · e3 black cross | c5 black cross · d5 black cross · e5 black cross · c4 black cross · d4 white king · e4 black cross · c3 black cross · d3 black cross · e3 black cross | c5 black cross · d5 black cross · e5 black cross · c4 black cross · d4 white king · e4 black cross · c3 black cross · d3 black cross · e3 black cross | c5 black cross · d5 black cross · e5 black cross · c4 black cross · d4 white king · e4 black cross · c3 black cross · d3 black cross · e3 black cross | c5 black cross · d5 black cross · e5 black cross · c4 black cross · d4 white king · e4 black cross · c3 black cross · d3 black cross · e3 black cross | c5 black cross · d5 black cross · e5 black cross · c4 black cross · d4 white king · e4 black cross · c3 black cross · d3 black cross · e3 black cross | c5 black cross · d5 black cross · e5 black cross · c4 black cross · d4 white king · e4 black cross · c3 black cross · d3 black cross · e3 black cross | c5 black cross · d5 black cross · e5 black cross · c4 black cross · d4 white king · e4 black cross · c3 black cross · d3 black cross · e3 black cross | 6 |
| 5 | c5 black cross · d5 black cross · e5 black cross · c4 black cross · d4 white king · e4 black cross · c3 black cross · d3 black cross · e3 black cross | c5 black cross · d5 black cross · e5 black cross · c4 black cross · d4 white king · e4 black cross · c3 black cross · d3 black cross · e3 black cross | c5 black cross · d5 black cross · e5 black cross · c4 black cross · d4 white king · e4 black cross · c3 black cross · d3 black cross · e3 black cross | c5 black cross · d5 black cross · e5 black cross · c4 black cross · d4 white king · e4 black cross · c3 black cross · d3 black cross · e3 black cross | c5 black cross · d5 black cross · e5 black cross · c4 black cross · d4 white king · e4 black cross · c3 black cross · d3 black cross · e3 black cross | c5 black cross · d5 black cross · e5 black cross · c4 black cross · d4 white king · e4 black cross · c3 black cross · d3 black cross · e3 black cross | c5 black cross · d5 black cross · e5 black cross · c4 black cross · d4 white king · e4 black cross · c3 black cross · d3 black cross · e3 black cross | c5 black cross · d5 black cross · e5 black cross · c4 black cross · d4 white king · e4 black cross · c3 black cross · d3 black cross · e3 black cross | 5 |
| 4 | c5 black cross · d5 black cross · e5 black cross · c4 black cross · d4 white king · e4 black cross · c3 black cross · d3 black cross · e3 black cross | c5 black cross · d5 black cross · e5 black cross · c4 black cross · d4 white king · e4 black cross · c3 black cross · d3 black cross · e3 black cross | c5 black cross · d5 black cross · e5 black cross · c4 black cross · d4 white king · e4 black cross · c3 black cross · d3 black cross · e3 black cross | c5 black cross · d5 black cross · e5 black cross · c4 black cross · d4 white king · e4 black cross · c3 black cross · d3 black cross · e3 black cross | c5 black cross · d5 black cross · e5 black cross · c4 black cross · d4 white king · e4 black cross · c3 black cross · d3 black cross · e3 black cross | c5 black cross · d5 black cross · e5 black cross · c4 black cross · d4 white king · e4 black cross · c3 black cross · d3 black cross · e3 black cross | c5 black cross · d5 black cross · e5 black cross · c4 black cross · d4 white king · e4 black cross · c3 black cross · d3 black cross · e3 black cross | c5 black cross · d5 black cross · e5 black cross · c4 black cross · d4 white king · e4 black cross · c3 black cross · d3 black cross · e3 black cross | 4 |
| 3 | c5 black cross · d5 black cross · e5 black cross · c4 black cross · d4 white king · e4 black cross · c3 black cross · d3 black cross · e3 black cross | c5 black cross · d5 black cross · e5 black cross · c4 black cross · d4 white king · e4 black cross · c3 black cross · d3 black cross · e3 black cross | c5 black cross · d5 black cross · e5 black cross · c4 black cross · d4 white king · e4 black cross · c3 black cross · d3 black cross · e3 black cross | c5 black cross · d5 black cross · e5 black cross · c4 black cross · d4 white king · e4 black cross · c3 black cross · d3 black cross · e3 black cross | c5 black cross · d5 black cross · e5 black cross · c4 black cross · d4 white king · e4 black cross · c3 black cross · d3 black cross · e3 black cross | c5 black cross · d5 black cross · e5 black cross · c4 black cross · d4 white king · e4 black cross · c3 black cross · d3 black cross · e3 black cross | c5 black cross · d5 black cross · e5 black cross · c4 black cross · d4 white king · e4 black cross · c3 black cross · d3 black cross · e3 black cross | c5 black cross · d5 black cross · e5 black cross · c4 black cross · d4 white king · e4 black cross · c3 black cross · d3 black cross · e3 black cross | 3 |
| 2 | c5 black cross · d5 black cross · e5 black cross · c4 black cross · d4 white king · e4 black cross · c3 black cross · d3 black cross · e3 black cross | c5 black cross · d5 black cross · e5 black cross · c4 black cross · d4 white king · e4 black cross · c3 black cross · d3 black cross · e3 black cross | c5 black cross · d5 black cross · e5 black cross · c4 black cross · d4 white king · e4 black cross · c3 black cross · d3 black cross · e3 black cross | c5 black cross · d5 black cross · e5 black cross · c4 black cross · d4 white king · e4 black cross · c3 black cross · d3 black cross · e3 black cross | c5 black cross · d5 black cross · e5 black cross · c4 black cross · d4 white king · e4 black cross · c3 black cross · d3 black cross · e3 black cross | c5 black cross · d5 black cross · e5 black cross · c4 black cross · d4 white king · e4 black cross · c3 black cross · d3 black cross · e3 black cross | c5 black cross · d5 black cross · e5 black cross · c4 black cross · d4 white king · e4 black cross · c3 black cross · d3 black cross · e3 black cross | c5 black cross · d5 black cross · e5 black cross · c4 black cross · d4 white king · e4 black cross · c3 black cross · d3 black cross · e3 black cross | 2 |
| 1 | c5 black cross · d5 black cross · e5 black cross · c4 black cross · d4 white king · e4 black cross · c3 black cross · d3 black cross · e3 black cross | c5 black cross · d5 black cross · e5 black cross · c4 black cross · d4 white king · e4 black cross · c3 black cross · d3 black cross · e3 black cross | c5 black cross · d5 black cross · e5 black cross · c4 black cross · d4 white king · e4 black cross · c3 black cross · d3 black cross · e3 black cross | c5 black cross · d5 black cross · e5 black cross · c4 black cross · d4 white king · e4 black cross · c3 black cross · d3 black cross · e3 black cross | c5 black cross · d5 black cross · e5 black cross · c4 black cross · d4 white king · e4 black cross · c3 black cross · d3 black cross · e3 black cross | c5 black cross · d5 black cross · e5 black cross · c4 black cross · d4 white king · e4 black cross · c3 black cross · d3 black cross · e3 black cross | c5 black cross · d5 black cross · e5 black cross · c4 black cross · d4 white king · e4 black cross · c3 black cross · d3 black cross · e3 black cross | c5 black cross · d5 black cross · e5 black cross · c4 black cross · d4 white king · e4 black cross · c3 black cross · d3 black cross · e3 black cross | 1 |
|   | a | b | c | d | e | f | g | h |   |

Regele poate muta în orice direcție: orizontală, verticală sau diagonală (vedeți diagrama alăturată), dar numai un câmp la fiecare mutare.  Această mobilitate limitată, precum și scopul final al jocului de șah îl obligă pe jucător să-i acorde cea mai mare atenție. În jocul practic, deoarece el nu poate fi schimbat, noțiunea de valoare de schimb își pierde sensul. În programele de calcul care joacă șah valoarea atribuită regelui este mai mare decât a tuturor pieselor adverse.
Când participă de luptă puterea lui este aproximativ egală cu a unui cal.